# Râmniceni
Râmniceni – wieś w Rumunii, w okręgu Vrancea, w gminie Măicănești. W 2011 roku liczyła 1459
mieszkańców